# Колмеал-да-Торре
Колмеал-да-Торре (порт. Colmeal da Torre)  —  район (фрегезия) в Португалии,  входит в округ Каштелу-Бранку. Является составной частью муниципалитета  Белмонти. По старому административному делению входил в провинцию Бейра-Байша. Входит в экономико-статистический  субрегион Кова-да-Бейра, который входит в Центральный регион. Население составляет 894 человека на 2001 год. Занимает площадь 7,31 км².